# Rickling (Schleswig-Holstein)
Rickling est une commune allemande de l'arrondissement de Segeberg, Land de Schleswig-Holstein.

## Géographie
Rickling se situe entre Neumünster et Bad Segeberg sur la Bundesstraße 205, ainsi que sur la ligne de Neumünster à Bad Oldesloe.
La Rothenmühlenau traverse son territoire.
Elle a pour quartiers Fehrenbötel et Kuhlen, des villages qui l'ont rejoint en 1970.

## Histoire
Rickling est mentionné pour la première fois en 1164.
Au début du Troisième Reich, de juillet à octobre 1933, un camp à Kuhlen accueille 200 prisonniers du Schleswig-Holstein, essentiellement politiques.

## Source, notes et références
- (de) Cet article est partiellement ou en totalité issu de l’article de Wikipédia en allemand intitulé « Rickling » (voir la liste des auteurs).